# Elk River (Idaho)
Elk River é uma cidade localizada no estado americano de Idaho, no Condado de Clearwater.

## Demografia
Segundo o censo americano de 2000, a sua população era de 156 habitantes.
Em 2006, foi estimada uma população de 140, um decréscimo de 16 (-10.3%).

## Geografia
De acordo com o United States Census Bureau tem uma área de
0,4 km², dos quais 0,4 km² cobertos por terra e 0,0 km² cobertos por água. Elk River localiza-se a aproximadamente 870 m acima do nível do mar.

## Localidades na vizinhança
O diagrama seguinte representa as localidades num raio de 44 km ao redor de Elk River.